# ヘンリー・フォード2世

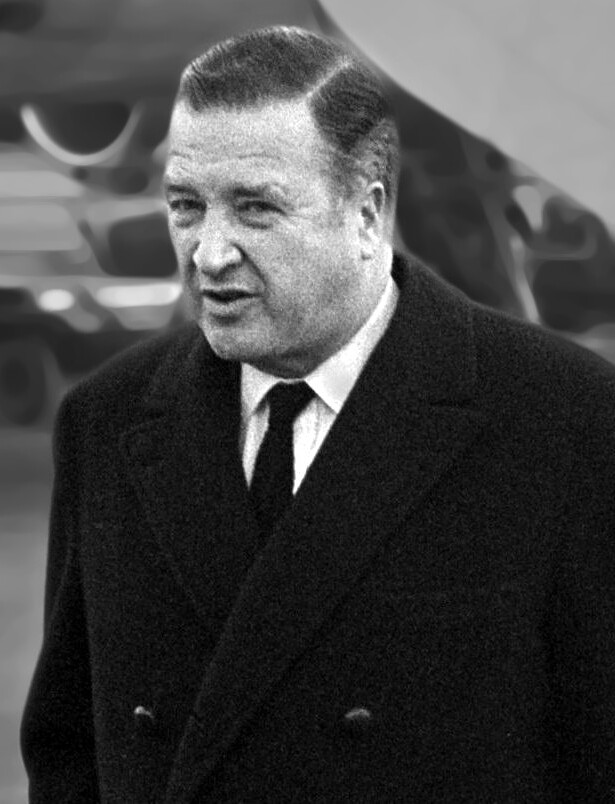
ヘンリー・フォード2世

ヘンリー・フォード2世（英語: Henry Ford II, 1917年9月4日 - 1987年9月29日）は、アメリカ合衆国の自動車産業の実業家。しばしば「HF2」または「ハンク・ザ・デュース」（英語: Hank the Deuce）と呼ばれることもある。彼はエドセル・フォードの長男であり、ヘンリー・フォードのはじめての孫にあたる。彼は1945年から1960年までフォード・モーター・カンパニーの社長、1945年から1979年まで最高経営責任者（CEO）、1960年から1980年まで取締役会会長を務めた。 1956年、フォード・モーター・カンパニーはヘンリー・フォード2世の指導力のもと、株式公開企業となった。 また、彼は1943年から1950年までフォード財団の会長も務めた。

## 生い立ちと教育
ヘンリー・フォード2世は、1917年9月4日、ミシガン州デトロイトでエレノア・クレイ・フォードとエドセル・フォードの間に生まれ、弟のベンソンとウィリアム、妹のジョセフィンとともに、豊かな環境の中で育った。1936年にホッチキス・スクールを卒業した後、イェール大学に入学し、学内のユーモア雑誌「ザ・イェール・レコード」のスタッフを務めたが、卒業を待たず1940年に退学した。在学中、友愛団体「ゼータ・プシ」の会員だった。

## 経歴
第二次世界大戦中の1943年5月に、フォード・モーターの社長である父エドセルが癌で没した時、ヘンリー・フォード2世は海軍に所属していたため、家業の会社の社長を引き継ぐ事ができなかった。創業者であるヘンリー・フォードは、精神的な安定を欠いて、疑心暗鬼に陥っており、ほとんどの会社役員がもはや社長にはふさわしくないと考えていたが、高齢で病弱な彼が再び社長に就任した。しかし、それまでの20年間、彼は社における経営陣としての正式な肩書きはなかったものの、常に会社の事実上の支配権を握っており、経営陣や取締役会が彼に真剣に抵抗した事はなく、この時も同様であった。そして、取締役会で選ばれた彼は、終戦まで務め上げたのである。 この間、会社の衰退は止まらず、毎月1,000万ドル（2019年のドル換算で1億8,249万4,062ドル）以上の損失を出していた。フランクリン・ルーズベルト大統領の政権は、継続的な軍需生産を確実にするため、政府による会社の買収を検討したが、その案が実行に移される事はなかった。
1943年7月、ヘンリー・フォード2世は海軍を除隊して、その数週間後に会社の経営に加わった。そして、その2年後の1945年9月21日に社長に就任した。エドセル・フォードが、会社の社長を現実よりもずっと長く務めると予想されていたため、ヘンリー・フォード2世はその地位にふさわしい経験をほとんど積んでない上に、戦時中にヨーロッパの工場が甚大な被害を受け、国内の売上も減少していた困難な時期に会社を引き継いだ。
ヘンリー・フォード2世は、すぐに積極的な管理方式を採用した。 彼が会社の社長としてとった最初の行動のひとつは、ジョン・ブーガスに社の既存経営陣から会社の支配権を奪わせ、彼の祖父が労働組合を抑えるために雇ったフォードの警備部門の責任者であるハリー・ベネットを解雇する事だった。次に、自分の未熟ぶりを自覚した上で、ベテランの経営者を何人か雇って補佐させた。ゼネラルモーターズの役員だったアーネスト・ブリーチとベンディックス・コーポレーションからルイス・クルーソーを引き抜いた。ブリーチはヘンリー2世のビジネスの指導者として、クルーソーはフォードのビジネス・ノウハウの核として、必要な経験を提供する事になったのである。
さらに、フォードは「神童」と呼ばれる10人の有望な若手人材を登用した。この10人はアメリカ陸軍航空軍の統計チームから集められた人材で、フォードはこの10人が会社に革新をもたらすと考えたのである。その内、アージェイ・ミラーとロバート・マクナマラの2人は、後にフォード・モーターの社長を務めた。3人目の人材であるJ・エドワード・ランディは、数十年にわたって財務面で重要な役割を果たし、フォードの財務部門が世界で最も優れた財務組織のひとつであるという評価を確立する事に貢献した。 チームとしての「神童」は、1949年型フォードの開発チームとして最もよく知られている。彼らは、19か月で構想から生産までこぎつけ、フォードを強力な自動車会社として再生させたのである。この車種は、市場に投入された当日に10万台を受注したと報じられた。
フォードは1945年にフォード・モーター・カンパニーの社長兼CEOに就任した。1956年、フォード社は彼の統率のもとで株式公開企業となり、新たな世界本部ビルを建設した。フォードはCEOとしての任期中、ミシガン州グロスポイントに住んでいた。1960年7月13日に会長にも就任し、その年の11月9日に社長を退任した。彼は最終的に1979年10月1日にCEOを、1980年3月13日に会長を辞任する事になった。その後、20年間にわたって創業家以外の経営者がフォード・モーターの経営に携わった後、甥のウィリアム・クレイ・フォード・ジュニアがこれらの役職に就く。この間もヘンリーの弟であるウィリアム・クレイ・フォードをはじめ、ヘンリーの息子エドセル・フォード2世、甥のウィリアム・クレイ・フォード・ジュニアがフォード家の利益を代表して取締役会に加わっていた。
1960年代初頭の間、フォードは、モータースポーツ全般、特にル・マン24時間レースでの存在感を高める事を目的に、フェラーリの買収をめざし、エンツォ・フェラーリと長期にわたる交渉を続けた。しかし、フェラーリのワークス・チームであるスクーデリア・フェラーリの経営権をめぐる意見の差は埋まらず、交渉は決裂。交渉が決裂した事を受けて、フォードは、1960年から1965年までル・マン24時間レースを6連覇していたフェラーリの優位性を解消するため、フォード・GT40プロジェクトを立ち上げた。1964年と1965年の苦難の年を経て、1966年、GT40・マークIIはデイトナ24時間レースとセブリング12時間レースの双方で表彰台を確保した。その後、1966年のル・マン24時間レースでの初優勝から4連覇した。

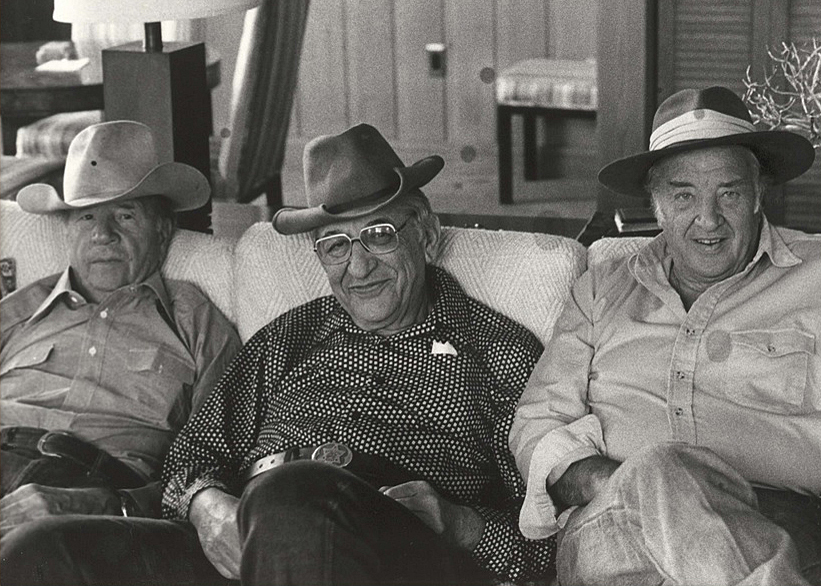
マックス・フィッシャー（中央）、ジョン・ブーガス（左）、ヘンリー・フォード2世（右）、ブーガスのワイオミング州の牧場にて

1973年から1974年にかけて、アメリカの自動車市場が燃費の良い小型車を好むようになった事が明らかになると、当時、フォード・モーターの社長だったリー・アイアコッカは、欧州フォードのフィエスタをもとにした北米市場向けのフォード小型車の開発コストを最小限に抑えるため、本田技研工業からCVCCのパワートレインを調達する事に強い関心を示した。ヘンリー・フォード2世は、「私の名前を冠した車に、日本製のエンジンを積むわけにはいかない」としてこの計画を拒否した。厳密には、フォード・モーター・カンパニーは1971年末からマツダから小型ピックアップトラックのプロシードを調達して、フォード・クーリエとして販売していたので、反対しても遅かったのだが、ヘンリー2世は北米フォードの乗用車主要車種がそうした方向に進む事を望まなかった。フォード・モーター・カンパニーは、自動車産業のグローバル化の結果、日本、ドイツ、アメリカの自動車産業が緊密な関係を築く状況に適応していった。例えば、フォードとマツダの関係は、ヘンリー2世による経営が終焉を迎える前から構築されていた。しかし、アイアコッカの証言によれば、ヘンリー2世の影響力が原因で、GMやクライスラーに比べて数年の遅れをとっていたが、彼の抵抗にもかかわらず、他の人々が緊密な関係を押し進めていったという。
ヘンリー2世の経営方針によって、フォード社の運命はさまざまな形で変転した。例えば、1956年には株式公開を許可し、6億5,000万ドル（2019年のドル換算で61億1,205万5,900ドル）の資金を調達した。しかし、会社は調達した資金の半分を彼の在任中に決定した「実験的な」新型車であるエドセルの開発に投じた。同様に、ヘンリー2世は1964年に発表されたフォード・マスタングの成功の立役者となったリー・アイアコッカを採用したが、個人的な対立のため、1978年にアイアコッカを解雇している。後にアイアコッカは、解雇の際、ヘンリー2世は「時には誰かを嫌いになる事もある」と述べたと回想し、「不快指数25パーセント以上の者がいたら、その者は問題人物。そして、ヘンリーは95パーセントだった」と評価している。ヘンリーは、1982年10月1日にフォード社の定年である65歳に達したため、正式に退職したが、1987年に没するまで、フォード社の最終的な権威の源泉であり続けた。

## 受賞実績
- 1969年 - リンドン・ジョンソン大統領から大統領自由勲章を受勲。
- 1983年 - 自動車殿堂入り。

## 私生活
ヘンリー・フォード2世は3度結婚している。
- アン・マクドネル（1919年[10] - 1996年）ジェームズ・フランシス・マクドネルの娘[11]、1940年に結婚して1964年に離婚した（1968年にディーン・F・ジョンソンと再婚）。夫妻には3人の子供がいる。
  - シャルロット・フォード
  - アン・フォード
  - エドセル・フォード2世（英語版）[12]
- マリア・クリスティーナ・ヴェットーレ（英語版）（1929年 - 2008年）は、イギリス海軍に所属していたカナダ人であるロビン・ウィロビー・メリヴェール・オースティンの元妻で、フォードとは1965年にニューヨークで結婚し、1980年に離婚した[11][13]。
- キャスリーン・デュロス（生誕名 キャスリーン・ロベルタ・キング、1940年 - 2020年）[11][14]、L.デビッド・デュロス[15]（1959年没）の未亡人で[16]、フォードとは1980年にネバダ州カーソンシティで結婚した。この結婚によって、フォードには2人の継娘ができた。
  - デボラ・ギィバード（旧姓、デュロス）
  - キンバリー・デュロス

1987年9月29日、フォードは、デトロイトのヘンリー・フォード病院で肺炎により70歳で没した。クライストチャーチ・グロスポイントでの家族葬の後、遺体は火葬、散骨された。

## 映像作品への出演
- フォード50周年記念ショー（英語版）（1953年）- CBSとNBCで生放送され、「画期的なテレビ作品」「50年代の文化的生活のマイルストーン」と呼ばれた[18]。
- 007 サンダーボール作戦 - ナッソー・カジノのエキストラ（クレジットなし）

## 大衆文化への影響
2019年公開の映画『フォードvsフェラーリ』（ヨーロッパの一部地域では「ルマン66」の題名で公開）で、トレイシー・レッツがヘンリー・フォード2世の役を演じている。